# Formazza
Formazza (alemany Pomatt) és un municipi italià, situat a la regió del Piemont. L'any 2007 tenia 639 habitants. És un dels municipis de la minoria walser. Limita amb els municipis de Baceno, Bedretto (Ticino), Binn (Valais), Bosco/Gurin (Ticino), Cevio (Ticino), Premia, Reckingen-Gluringen (Valais) i Ulrichen.

## Administració
| Període | Identitat        | Partit        |
| ------- | ---------------- | ------------- |
| 2004-   | Luigi Antonietti | Llista cívica |

## Parlants d'alemany al municipi
| Any  | Població | Parlants actius | Parlants passius | No parlants |
| 1900 | 515      | 489 (95%)       | -                | 26 (5%)     |
| 1975 | 508      | 314 (61,8%)     | 57 (11,2%)       | 137 (27%)   |
| 1981 | 515      | 280 (54,3%)     | 60 (11,7%)       | 175 (34%)   |
| 1994 | 434      | 193 (44,5%)     | 52 (12%)         | 189 (43,5%) |
| 1996 | 447      | 184 (41,2%)     | 45 (10%)         | 218 (48,8%) |

| Edat         | Població | parlants actius | parlants passius | No parlants |
| > 40 anys    | 217      | 156 (71,9%)     | 16 (7,4%)        | 45 (20,7%)  |
| 20 - 39 anys | 136      | 31 (22,8%)      | 28 (20,6%)       | 77 (56,6%)  |
| 6 – 19 anys  | 55       | 5 (9,1%)        | 6 (10,9%)        | 44 (80%)    |
| < 6 anys     | 26       | 1 (3,8%)        | 2 (7,7%)         | 23 (88,5%)  |
| Total        | 434      | 193 (44,5%)     | 52 (12%)         | 189 (43,5%) |